# Білоцерківський Борис Юхимович
Бори́с Юхи́мович Білоцеркі́вський (рос. Борис Ефимович Белоцерковский; * 16 квітня 1922, Сатанів, нині селище міського типу Городоцького району Хмельницької області — † 12 квітня 2007) — доктор технічних наук (1974), професор (1983). Один з основоположників створення надточних оптико-електронних автоматизованих засобів виявлення далеких навколоземних космічних об'єктів. Почесний академік Російської академії космонавтики імені Костянтина Ціолковського (1993). Полковник. Чоловік співачки, заслуженої артистки Росії Зої Білоцерківської.

## Біографія
1951 року закінчив балістичний факультет Артилерійської академії імені Фелікса Дзержинського.
У 1940–1973 роках служив у Збройних Силах СРСР. Учасник Німецько-радянської війни.
У 1951–1956 роках проходив службу на полігоні Капустин Яр — старший офіцер, старший інженер.
У 1973–1996 роках працював у науково-дослідних інститутах.